# بيل هايندمان
بيل هايندمان (بالإنجليزية: Bill Hyndman)‏ هو لاعب غولف أمريكي، ولد في 25 ديسمبر 1915، وتوفي في 6 سبتمبر 2001 في Huntingdon Valley, Pennsylvania ‏ في الولايات المتحدة.